# 孫殿英
孫 殿英（そん でんえい）は中華民国の軍人。初め北京政府、直隷派、国民軍、奉天派直魯聯軍に、後に国民政府（国民革命軍）に属した。字は魁元。

## 事跡

### 清陵墓の盗掘
はじめは郷里の私塾で学問を習った。しかし同学との喧嘩を教師に咎められた腹いせに、塾の校舎を放火で焼き払ったため、追放された。以後、孫殿英は博徒やアヘン売人として青年時代を送った。匪賊の張治公の配下となり、辛亥革命後に張が劉鎮華率いる鎮嵩軍に第2路として組み込まれると、孫も馬弁（騎兵卒）となる。孫は上官の張平と共謀して軍資金をアヘンの売買に流用し、暴利を貪った。のちに洛陽で民間秘密組織「上仙廟道會」興子の李鳳朝によって王凌霄に引き合わされ、更に大きな力を持った。
1922年（民国11年）に毅軍の河南陸軍第一混成団団長兼豫西鎮守使・丁香玲の副官、機槍連連長、ついで営長。1924年（民国13年）の第2次奉直戦争で直隷派が敗北すると、孫は「河南自治軍」を称して自立し、陝西省や河南省で略奪狼藉をしながら軍を維持していた。翌年、鎮嵩軍に復帰、憨玉琨配下に加わり、第5混成旅旅長に任ぜられた。
1925年（民国14年）3月、憨玉琨が国民軍の胡景翼に敗北すると、孫殿英は国民軍に降り、第3軍第2師（長：葉荃）隷下の混成旅旅長に任ぜられた。副師長を経て、葉の後任で第2師師長に昇進する。しかし、第3軍が陝西省に入省後、すぐに離脱する。途中で略奪を働きながら東進し、山東省の張宗昌配下となり、褚玉璞の下で第5師師長となった。南口の戦いなどで、孫は国民軍を相手に勇戦した。これにより、張や褚の賞賛を受け、直魯聯軍第25師師長に任命されている。
その後中国国民党の北伐軍とも戦い、1927年（民国16年）春、河北省での戦闘の功績から第14軍軍長兼大名鎮守使に任命された。同年2月、直魯聯軍は河南省侵攻を決定、第14軍は河南保衛軍を撃破し、3月22日に開封を占領。しかし、河南省への北伐を開始した馮玉祥率いる第2集団軍に撃退されてしまった。10月、直魯聯軍の河南省再侵攻開始を受け、北部の湯陰県、衛輝市、淇県等を占領するが、孫連仲率いる第3路によって再び撃退されてしまった。
1928年（民国17年）6月、張宗昌は最終的に敗北し、直魯聯軍は崩壊した。孫は蔣介石に降伏して、国民革命軍第6軍団第12軍軍長に任命された。これにより孫は清東陵近辺に駐屯した。その際に孫殿英は、演習の名目で西太后や乾隆帝の陵墓を盗掘し、大量の財宝、文物を奪い去った。この行状は当然ながら国内世論の大々的な非難、糾弾を浴びた。しかし、孫は盗掘した財宝を閻錫山ら高官たちに賄賂として送りその庇護を受け、結局は罰せられることはなかった。

### 日本軍との激戦
1930年（民国19年）の中原大戦では、孫殿英は馮玉祥や閻錫山に味方して反蔣聯軍第4方面軍（総指揮：石友三）第5路総指揮兼安徽省主席として安徽省北部で戦った。しかし、同年9月に張学良が蔣介石支援のために南下してきたため、反蔣聯軍は瓦解した。孫は中原大戦後期から張学良と秘密裏に連絡を取っており、敗戦後は張の庇護を受け、東北軍配下で暫編陸軍第2師師長、第40師師長に任命された。満洲事変後の1931年（民国20年）11月、第41軍軍長に昇進。普城に秘密工場を作り、アヘンや偽札を密造して軍需物資や黄金を得た。一方で共産党員とも通じ、抗戦要求声明を発している。
1933年（民国22年）2月、東北軍の万福麟が熱河で大敗したため、孫は第9軍団総指揮に任ぜられ、救援に急行し、赤峰、続いて長城抗戦で日本軍と交戦している。最終的には敗れたものの、勇敢な戦いぶりであったため、世論の称賛を受け、補給物資や救護要員が殺到した。
同年5月4日、蔣介石から青海西区屯墾督弁に任命され、青海・甘粛・寧夏方面の統治に参加するよう指示された。なお、これは蔣介石が孫と上記3省を統治する回族馬氏とを衝突させ、共倒れを狙おうとした罠であったとされる。結果、孫は寧夏の馬鴻逵と交戦したが、次第に劣勢となる。1934年（民国23年）3月、孫は山西省の閻錫山に投降して、軍権を剥奪された。5月には、何応欽から軍事委員会北平分会高等顧問に任命された。
1936年（民国25年）6月、冀察政務委員会委員長の宋哲元から、孫は察北保安司令に任命される。翌年7月、日中戦争が勃発すると、冀北民軍司令として日本軍への抗戦に従事する。北平陥落後は敗残兵や平津の漂流者約3000人を糾合して行唐に渡り、蔣介石より冀察遊撃司令に任ぜられた。孫は1万人にまで膨れ上がった将兵を率いてゲリラ戦を展開して大きな戦果を挙げ、蔣介石の称賛を受けた。
1938年（民国27年）、河南省林県（現在の安陽市林州市）に駐屯して日本軍と戦い、新編第5軍軍長に昇進。翌1939年（民国28年）1月より冀察戦区（司令長官：鹿鍾麟、副司令：石友三）隷下として河北省にも展開した。この時の孫の戦績は良好であり、また、八路軍や日本の傀儡政権など、様々な勢力と密かに連携していた。特に、冀北民軍司令当時から従っていた副軍長の邢肇堂は八路軍と関わりが深い人物で、1940年（民国29年）2月～3月に冀察戦区と八路軍との交戦が発生（磁武渉林戦役）した時には、衛立煌から掩護命令を受けても邢の意向で八路軍との交戦を避けていた。しかし、そのせいで朱懐冰の第97軍が劉伯承の八路軍第129師の襲撃を受け、壊滅的被害を追ってしまった。蔣介石や何応欽からの追及を恐れた孫は、全責任を邢に負わせ逮捕しようとしたが、それを察知した邢は翌年1月、八路軍司令部へと逃亡した。

### 巧妙な立ち回りの果て
1943年（民国32年）4月、林県で孫殿英は日本軍に敗北して捕虜とされ、これに降伏する。その後、同じく捕虜となった第24集団軍軍長・龐炳勲とともに5月6日に南京国民政府への参加を表明、和平建国軍新5軍軍長に任命され、さらに第4方面軍の指揮官や豫北保安司令も兼任している。孫は職権を利用してアヘンを販売し、暴利を貪る一方、密かに蔣介石とも連携をとっていた。
1945年（民国34年）8月の日中戦争終結後、孫殿英は蔣介石への帰順が認められ、新編第4路軍総指揮に任命された。この時の孫は、華北で南京国民政府が残した公有財産を収奪している。1946年（民国35年）7月、国共内戦の全面的開始に伴い、孫は第3縦隊司令官に任命された。1947年（民国36年）4月、人民解放軍と河南省湯陰で激しく戦ったが、5月2日に敗北して捕虜とされた。
この年の冬に、孫殿英は獄中でアヘンの中毒症状により死去した。享年59。

## 注
1. 1 2 3 4 5 6 7 8 9 10 11 12 13 14 15 16  “河南省志・人物志（传记上）第二章　軍事” (中国語).   河南省情网_河南省地方史志办公室. 2017年8月11日時点のオリジナルよりアーカイブ。2020年4月29日閲覧。
2. 1 2 3 4 5 6 7  杨 2001, p. 481.
3. ↑  郭建民 (2019年5月26日). “邢肇棠的一生”. 定西日报 2020年12月10日閲覧。
4. ↑  李蓉『抗日民族统一战线史』团结出版社〈抗日战争与中华民族复兴〉、2015年、216頁。ISBN 9787512635036。
5. ↑  以上は、熊尚厚・邢漢三「孫殿英」による。一方、来新夏ほか『北洋軍閥史』によれば、孫殿英は1941年（民国30年）に南京国民政府に「加入した」、としている。
6. ↑  徐友春主編『民国人物大辞典 増訂版』による。なお、周志明「孫殿英」によると、憂鬱によるストレス（原文「抑郁」）で死去した、としている。